# دانيال كاردوسو
دانيال كاردوسو (بالإنجليزية: Daniel Cardoso)‏ (6 أكتوبر 1988 بجوهانسبرغ في جنوب أفريقيا - ) هو لاعب كرة قدم جنوب أفريقي في مركز الدفاع. شارك مع منتخب جنوب أفريقيا لكرة القدم. أما مع النوادي، فقد لعب مع نادي كايزر تشيفز وFree State Stars F.C. ‏ وهايلاندز بارك ‏.

## وصلات خارجية
- دانيال كاردوسو على موقع قاعدة بيانات كرة القدم.إي يو (الإنجليزية)
- دانيال كاردوسو على موقع قاعدة بيانات كرة القدم.إي يو (الإنجليزية)
- دانيال كاردوسو على موقع ناشيونال فوتبول تيمز (الإنجليزية)
- دانيال كاردوسو على موقع Soccerway.com (الإنجليزية)
- دانيال كاردوسو على موقع عالم كرة القدم.نت (الإنجليزية)